# Mitrospingus
Mitrospingus és un gènere d'ocells de la família dels tràupids (Thraupidae).

## Taxonomia
Segons la Classificació del Congrés Ornitològic Internacional (versió 2.5, 2010) aquest gènere està format per dues espècies:
- Mitrospingus cassinii - tàngara carafosca.
- Mitrospingus oleagineus - tàngara de dors olivaci.